# Насип

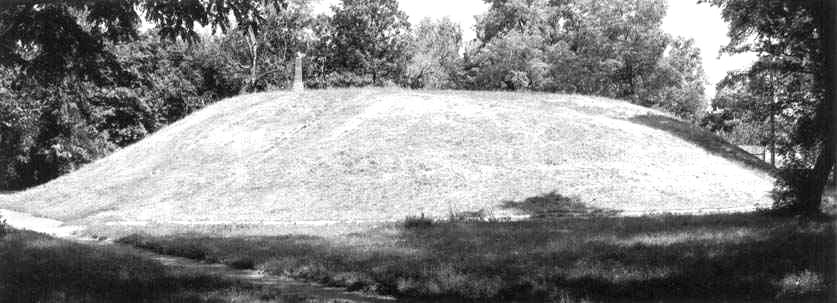
Чорна могила — одна з найвідоміших давньоруських курганів-могил. Україна.

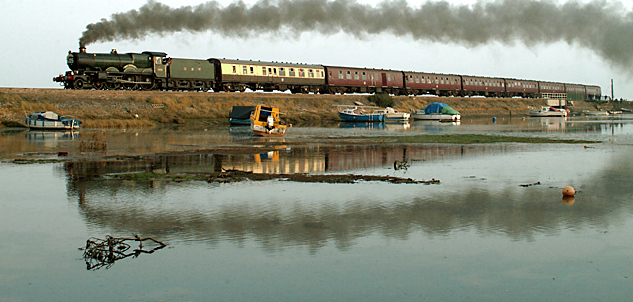
Насип на залізниці.

На́сип — випнута над місцевістю додатня форма рельєфу, створена людиною, інженерна споруда. 

У давнину насипи робили над похованнями. Такі насипи називаються курганами.

Насипи в різні часи створювались як елемент фортифікаційних споруд.
Більшість насипів мають лінійну видовжену форму, споруджуються при будівництві автомобільних та залізничних доріг (дорожні насипи).